# Арпоадор
22°59′26″ пд. ш. 43°11′30″ зх. д. / 22.990555555556° пд. ш. 43.191666666667° зх. д.
Арпоадор (порт. Arpoador) — пляж і однойменний скельний мис, що знаходяться в районі Іпанема міста Ріо-де-Жанейро, Бразилія. Розташований між пляжами Прайя-ду-Діабу (порт. Praia do Diabo) та Прайя-ді-Іпанема (порт. Praia de Ipanema). Територія цього маленького півострова обмежена, тому довжина пляжу Арпоадор складає лише 500 метрів.
Користується популярністю у серфінгістів через поширені в цьому районі великі хвилі.

## Історія
Назва Арпоадора походить від слова арпао (порт. arpão), що означає гарпун, що швидше за все вказує на поширення раніше полювання на китів поблизу узбережжя.
Пляж прославився тим, що на ньому в 1948 німецька модель Міріам Ец (Miriam Etz) вперше в Бразилії публічно продемонструвала бікіні (до цього були прийняті закриті моделі купальників).

## Парк Гарота-ді-Іпанема
У районі Арпоадора розташований парк Гарота-ді-Іпанема, названий так на честь знаменитої пісні «Garota de Ipanema» (музика — Антоніу Карлуш Жобім, текст — Вінісіус ді Морайс).

## Арпоадор у масовій культурі
У пісні бразильського співака Казузи Faz Parte Do Meu Show 1988 року є рядки, присвячені Арпоадору: Vago na lua deserta das pedras do Arpoador.